# Before the Summer Crowds
Before the Summer Crowds (título original: Qabl Zahmet El Seif) es una película dramática egipcia dirigida por Mohamed Khan y estrenada en 2016. Protagonizada por Maged el Kedwany, Hana Sheha, Ahmed Dawood, Lana Mushtaq y Hany El Metennawy, la cinta fue estrenada en la edición número 12 del Festival Internacional de Cine de Dubái en el año 2015 y en el año 2016 a nivel internacional. Fue seleccionada para representar a Egipto en la quinta edición del Festival de Cine Luxor African en marzo de 2016 antes de ser exhibida comercialmente en cines de Egipto, Irak, Túnez y los Emiratos Árabes en el mes de mayo.

## Sinopsis
La película sigue a un grupo de personas que se reúnen en un balneario en la costa norte de Egipto. Descrita como "una sátira irónica de la egocéntrica clase media que ocupa la primera fila en Egipto" por Screen Daily, sigue al doctor Yehia (Maged el Kedwany) y su esposa Magda (Lana Mushtaq) a medida que llegan al balneario. Pronto se les unirá Hala (Hana Sheha), una "madre necesitada, negligente y recientemente divorciada", que rápidamente atrae la atención tanto del doctor Yehia como de Goma'a (Ahmed Dawood), el encargado del centro vacacional. A lo largo de la semana, cada una de sus frustraciones individuales llega a un punto crítico y "las vacaciones previas al verano que todos esperaban se convierten en otro escenario para las mismas frustraciones". En conclusión, la película narra las historias de vecinos accidentales y viajeros frustrados.

## Reparto
- Maged el Kedwany — Dr. Yehia
- Hana Shiha — Hala
- Ahmed Dawood — Goma'a
- Hany El Metennawy — Hisham
- Raghda Saeed — Mujer en el mercado
- Hasan Abu Al Rous — Hombre en el mercado
- Seif Niaz — Tarek
- Niwana Gamal Affi — Malak
- Hannah Gretton — Turista en la playa
- Tristan Thomas — Turista en la playa
- Mohamed al Araby — Vendedor
- Eshta — Awad

## Recepción
La película ha recibido generalmente críticas positivas. Fionnuala Halligan de Screen Daily se refirió a la cinta de la siguiente manera: "La última película de Khan, Factory Girl (2011), fue considerada como una decepción crítica, pero obtuvo una buena puntuación en todo el Medio Oriente. Before the Summer Crowds probablemente tendrá una mejor suerte... Khan conserva la historia ligera, no es una sátira oscura y sobrecargada".